# Dura
Dura (in arabo دوره‎?) è una città palestinese del Governatorato di Hebron, 11 km a sud ovest della città di Hebron.